# 亚洲及太平洋地区承认高等教育资历公约
亚洲及太平洋地区承认高等教育资历公约（英語：Asia-Pacific Regional Convention on the Recognition of Qualifications in Higher Education），是2011年联合国教科文组织制订的地区公约。公约订于日本东京，于2018年2月1日生效，保存人是联合国教科文组织总干事。

## 背景
各缔约国出于增强其地理、文化、教育和经济联系的共同愿望；决心加强扩大各国之间的合作，促进亚太地区知识进步，提高高等教育质量；切望确保高等教育资历得到尽可能广泛的承认，从而以适应各国文化背景的方式，促进终身教育和教育民主化，制订公约各条款。

## 内容
公约对资历承认主管部门的权限，相关基本原则，对高等教育入学资格、部分学程、资历的承认，对难民等人员所持资历的承认等作了规定。公约还成立了公约委员会，负责对公约的实施进行监督、宣传和协助。